# 야마자키 제빵
야마자키 제빵(山崎製パン)은 일본 도쿄도 지요다구에 본사를 둔 일본 굴지의 제빵 업체이다.

## 개요
창업 당시는 음식 관리 제도 하에서 제빵업이 엄격 통제되어 있었으며, 창업자 이지마 도주로는 이미 다른 단체에서 빵 제조에 관여하고 있었기 때문에 이지마 명의로 허가가 나오지 않아 동생 이름인 야마자키 명의로 허가를 받았다.
아오모리현에서는 쿠도빵, 아키타현에서는 타케야 제빵의 일부 제품의 제조 · 판매를 위탁하고 있으며, 각 현에 현지 기업 상품으로 취급된다. 아오모리 현에 야마자키 제빵의 도와다시에 공장이 소재하고 야마자키 브랜드의 제품도 유통하고 전국을 위한 광고도 방송하고 있다. 도와다 공장은 야마자키 제빵 현지 제빵 회사 영작당(栄作堂)을 흡수 합병하고 공장으로 가동한 것이다. 시코쿠에서는 일부 상품의 제조 자회사 고치 야마자키 (고치현 고치시)에 위탁하고 있다. 오키나와현에 공장이 소재하지 않고 운송 비용 등의 이유로 스위스 롤 등 일부 상품을 제외하고 판매하고 있지 않다.
프랜차이즈 방식의 편의점 업태로 데일리 야마자키와 뉴 야마자키 데일리 스토어 (야마자키 데일리 스토어), 자발적인 체인 방식의 유통 계약 업태로 야마자키 숍이나 야마자키 스페셜 파트너 숍 (YSPS)을 전개하고 있다.
또한 자가용 트럭을 보유하고 있으며 독자적인 자사 수송망을 구축하고, 배송 화차는 자사 소유에 흰색 번호로 차체 자락에 제빵 업체로 표기되어 있다. 차체에 그려진 기호로 알려진 '수지짱'은 1966년 당시 도쿄에 거주했던 3세 여아이다.
심볼 마크인 태양 마크는 만물의 태양의 근원, 밝은 태양처럼 식탁의 빛이 되는 소원을 담아, 또한 자연에 대한 감사와 일에 대한 자부심의 마음을 담아, 성장해 가는 기업을 상징한다는 점에서 창업자의 이념을 구현한 것이다.

## 같이 보기
- 데일리야마자키